# Río Chané
El Río Chané es un afluente derecho del río Piraí en las tierras bajas de Bolivia, ubicado en el departamento de Santa Cruz.

## Curso del río
El Río Chané tiene una longitud total de 108 km, corre en la llanura aluvial entre los ríos Piraí por el oeste y el río Grande por el este. Nace como Río Warnes poco menos de dos kilómetros al este del valle del río Piraí, cuatro kilómetros al suroeste de la ciudad de Warnes. El arroyo del río Warnes corre en dirección noreste, pasando por Warnes y la vía férrea que corre al este de la ciudad y después de unos kilómetros se une a otros pequeños arroyos y lleva el nombre de "Río Chané" por los 100 km restantes. El río corre en un semicírculo hacia el oeste hasta su desembocadura, fluyendo en gran parte en dirección norte hasta el cruce con la ruta troncal Ruta 10. Unos 20 km más adelante se une al río Pailón, que fluye por la derecha y luego gira en dirección noroeste. Ocho kilómetros más abajo del pueblo de Chané Independencia, viniendo por la derecha, desemboca en el río Piraí.
El río Chané fluye a través del municipio de Warnes en la provincia Warnes hasta que se une al río Pailon, luego por los municipios de General Saavedra, Mineros, Fernández Alonso y San Pedro en la provincia Obispo Santistevan.

## Ecología
El cauce del río Chané no está encauzado y está bordeado en largos tramos por una franja de matorral de al menos 50 metros de ancho. Dado que el río fluye a través de una región que se utiliza cada vez más intensamente para la agricultura en las últimas décadas, la fertilización con sales minerales conduce cada vez más a un exceso de minerales (eutrofización) en el agua. También existe el riesgo de las aguas residuales no tratadas de la industria local. En 2017 la comunidad San Silvestre denunció una contaminación del río Chané, donde presumiblemente un ingenio azucarero largó vinaza al arroyo Mil Varas, que es afluente del río Chané.